# Andrzej Rzońca
Andrzej Rzońca (ur. 30 października 1977 w Trzyńcu) – polski ekonomista, doktor habilitowany nauk ekonomicznych, profesor nadzwyczajny Szkoły Głównej Handlowej, członek Rady Polityki Pieniężnej w kadencji 2010–2016, od 2016 do 2017 przewodniczący rady Towarzystwa Ekonomistów Polskich.

## Życiorys
W 2001 został absolwentem Szkoły Głównej Handlowej w Warszawie. Również na tej uczelni w 2005 uzyskał stopień doktora nauk ekonomicznych, na podstawie napisanej pod kierunkiem Leszka Balcerowicza pracy Nie-keynesowskie skutki zacieśnienia polityki fiskalnej: teoria i badanie wybranych krajów.
W 2007 ukończył studia podyplomowe MBA na University of Minnesota. W 2015 na SGH uzyskał stopień doktora habilitowanego nauk ekonomicznych w oparciu o rozprawę zatytułowaną Kryzys banków centralnych. Skutki stopy procentowej bliskiej zera.
Od 1998 do 2000 był stażystą w gabinecie politycznym i społecznym asystentem ministra finansów Leszka Balcerowicza. Później przez rok pracował w Centrum Analiz Społeczno-Ekonomicznych. W 2003 został pracownikiem naukowym Katedry Międzynarodowych Studiów Porównawczych Szkoły Głównej Handlowej, od 2005 zajmował stanowisko adiunkta, później został profesorem nadzwyczajnym. Był asystentem, a w latach 2004–2007 doradcą prezesa Narodowego Banku Polskiego, stażystą w Europejskim Banku Centralnym i konsultantem w Banku Światowym. W 2007 został wiceprezesem zarządu i dyrektorem pionu analitycznego fundacji Forum Obywatelskiego Rozwoju. Był członkiem rad nadzorczych spółek prawa handlowego (w tym przewodniczącym RN Totalizatora Sportowego S.A.). Opublikował artykuły naukowe w pismach branżowych, publikował także w prasie codziennej.
13 stycznia 2010 Senat (z rekomendacji senatorów Platformy Obywatelskiej) powołał go w skład Rady Polityki Pieniężnej na sześcioletnią kadencję. W kwietniu 2016 został wybrany na przewodniczącego rady Towarzystwa Ekonomistów Polskich. Rok później został ogłoszony głównym ekonomistą PO. W kwietniu 2017 w związku z przyjęciem tej funkcji zrezygnował ze stanowiska przewodniczącego rady TEP. W 2024 powołany na członka rady nadzorczej PGE Polska Grupa Energetyczna.

## Odznaczenia
- Odznaka honorowa „Za zasługi dla bankowości Rzeczypospolitej Polskiej” (2016)[8]